# Kishinouyea corbini
Kishinouyea corbini är en nässeldjursart som beskrevs av Helen K. Larson 1980. Kishinouyea corbini ingår i släktet Kishinouyea och familjen Kishinouyeidae. Inga underarter finns listade i Catalogue of Life.